# كايتلن كارمايكل
كايتلن كارمايكل (بالإنجليزية: Caitlin Carmichael)‏ هي ممثلة أمريكية، ولدت في 2 يوليو 2004 بتيفتون في الولايات المتحدة.

## أعمال

### أفلام
- (2014)  نهوض إمبراطورية[6][7][8][9]

## وصلات خارجية
- كايتلن كارمايكل على موقع IMDb (الإنجليزية)
- كايتلن كارمايكل على موقع قاعدة بيانات الفيلم (الإنجليزية)